# Велико језеро (Трескавица)
Велико језеро је највеће језеро на планини Трескавици, у централном делу Босне и Херцеговине. Административно припада федералној општини Трново. Језеро се налази на око 7 километара југоисточно од Трнова, односно на око 8 километара северно од села Ледићи. Глацијалног је порекла.
Површина језера се налази на надморској висини од око 1.550 метара. Језеро има доста овалан облик максималне дужине до 300 метара, односно ширине око 150 метара. Највећа дубина језера је до 5 метара.
Језеро је познато по веома богатом рибљем фонду, а нарочито су раширене поточне пастрмке.
На неких двестотињак метара северозападно од Великог језера налази се још једно планинско језеро, језеро Платно које је знатно мањих димензија.